# Тринкомали
Тринкома́ли́ (другое название — Тирикунамалая («Властелин Священной Горы»); синг. තිරිකුණාමළය Tirikūṇamaḷaya, там. திருகோணமலை Tirukōṇamalai) — город-порт на северо-восточном берегу Шри-Ланки, в 110 милях (250 км) от Канди. Также около города расположена военно-морская и военно-воздушная база Шри-Ланки.

## Достопримечательности
- горячие источники в Киннии
- морской порт
- индуистские храмы
- военно-морской музей
- Форт Фредерик
- Национальный парк «Пиджин айленд» (коралловый остров)